# Danh sách ngôn ngữ lập trình
Bản mẫu:Danh sách các ngôn ngữ lập trình
Mục đích của danh sách các ngôn ngữ lập trình này là bao gồm tất cả các ngôn ngữ lập trình hiện tại đáng chú ý, được sử dụng hiện tại và những ngôn ngữ trong quá khứ, theo thứ tự chữ cái (Alphabetical).

## A
| - A#.NET - A# (Axiom) - A-0 System - A+ - A++ - ABAP - ABC - ABC ALGOL - Abel - ABLE - ABSET - ABSYS - Abundance - ACC - Accent - Ace DASL - ACT-III - Action! | - ActionScript - Ada - Adenine - Agda - Agena - Agora - AIMMS - AIS Balise - Alef - ALF - ALGOL 58 - ALGOL 60 - ALGOL 68 - Alice - Alma-0 - Amiga E - AMOS - AMPL | - AMPLE - APL - AppleScript - Arc - Arduino - ARexx - Argus - ASP - AspectJ - Hợp ngữ - ATS - Ateji PX - AutoHotkey - AutoIt - Averest - AWK - Axum |

## B
| - B - Babbage - Bash - BASIC - bc - BBC Basic - BCPL - BeanShell - Batch (Windows/Dos) - Bertrand | - BETA - Bigwig - Bistro - BitC - BLISS - Blitz Basic - Blue - Bon | - Boo - Boomerang - Bourne shell (gồm bash và ksh) - BREW - BPEL - BUGSYS - BuildProfessional |

## C
| - C - C-- - C++ - ISO/IEC 14882 - C# - ISO/IEC 23270 - C@ - C/AL - Caché ObjectScript - Caml - Cat - Cayenne - Cecil - Cel - Cesil - CFML - Cg - Chapel - CHAIN - Charity - CHILL - CHIP-8 - chomski - Oxygene (formerly Chrome) | - ChucK - CICS - Cilk - CL (Honeywell) - CL (IBM) - Claire - Clarion - Clean - Clipper - CLIST - Clojure - CLU - CMS-2 - COBOL - ISO/IEC 1989 - CobolScript - Cobra - CODE - Cola - ColdC - ColdFusion - Cool - COMAL | - Combined Programming Language (CPL) - Common Intermediate Language (CIL) - Common Lisp (also known as CL) - COMPASS - Component Pascal - COMIT - Constraint Handling Rules (CHR) - Converge - Coral 66 - Corn - CorVision - Coq - COWSEL - CPL - csh - CSP - Cow - CSKA - Csound - Curl - Curry - Cyclone |

## D
| - D - Dart - DASL (Datapoint's Advanced Systems Language) - DASL (Distributed Application Specification Language) - DataFlex - Datalog - DATATRIEVE - dBase | - dc - DCL - Deesel (formerly G) - Delphi - Dialect - DinkC - Dialog Manager - DIBOL | - DL/I - Draco - Dylan - dylan.NET - DYNAMO |

## E
| - E - Ease - Easel - EASY - Easy PL/I - EASYTRIEVE PLUS - ECMAScript - Edinburgh IMP - EGL | - Eiffel - Einstein - ELAN - Emacs Lisp - Epigram - Erlang - Escapade | - Escher - ESPOL - Esterel - Etoys - Euclid - Euler - Euphoria - CMS EXEC - EXEC 2 |

## F
| - F - F# - Factor - Falcon - Fancy - Fantom - Felix - Ferite - FFP - Fjölnir | - FL - Flavors - Flex - FLOW-MATIC - Flutter - Fly - FOCAL - FOCUS - FOIL - FORMAC - @Formula - Forth | - Fortran - ISO/IEC 1539 - Fortress - FoxBase - FoxPro - FP - FPr - Franz Lisp - Frink - F-Script - Fuxi |

## G
| - Gambas - GameMonkey Script - Game Maker Language - GAMS - GAP - G-code - Genie - GDL - Gibiane | - GJ - GLBasic - GLSL - GNU E - GM - Go - Go! - GOAL - Gödel - Godiva | - GOM (Good Old Mad) - Goo - GOTRAN - GPSS - GraphTalk - GRASS - Green - Groovy |

## H
| - HAL/S - Harbour - IBM HAScript - Haskell | - Hemant - HaXe - High Level Assembly - HLSL - Hop | - Hope - Hugo - Hume - HyperTalk | - HTML |

## I
| - IBM Basic assembly language - IBM Informix-4GL - IBM RPG - ICI - Icon | - Id - IDC/HTX - IDL - IMP - Inform - Io - Ioke | - IPL - IPTSCRAE - IronPython - IronRuby - ISPF - ISWIM |

## J
| - J - J# - J++ - JADE - Jako - JAL - Janus | - JASS - Java - JavaScript - JCL - JEAN - Join Java - JOSS | - Joule - JOVIAL - Joy - JScript - Jython - JavaFX Script - Koitlin |

## K
| - K - Kaleidoscope - Karel - Karel++ - Kaya | - KEE - Kiev - KIF - Kite | - KRC - KRL - KRYPTON - ksh - Kotlin - KUKA |

## L
| - L - L#.NET - LabVIEW - Ladder - Lagoona - LANSA - Lasso - LaTeX - Lava - LC-3 - Leadwerks Script - Leda | - Legoscript - LilyPond - Limbo - Limnor - LINC - Lingo - Linoleum - LIS - LISA - Lisaac - Lisp - ISO/IEC 13816 - Lite-C Lite-c - Lithe - Little b | - Logix - Logo - Logtalk - LPC - LSE - LSL - Lua - Lucid - Lustre - LYaPAS - Lynx |

## M
| - M - M2001 - M4 - Machine code - MAD (Michigan Algorithm Decoder) - MAD/I - Magik - Magma - MapBasic - Maple - MAPPER (Unisys/Sperry) now part of BIS - MARK-IV (Sterling/Informatics) now VISION:BUILDER of CA - Mary - MASM Microsoft Assembly x86 - Mathematica - MATLAB - Maxima (see also Macsyma) - MaxScript internal language 3D Studio Max - Maya (MEL) - MDL | - Mercury - Mesa - Metacard - Metafont - MetaL - Microcode - MicroScript - MIIS - MillScript - MIMIC - Mirah - Miranda - MIVA Script - ML - Moby - Model 204 - Modula - Modula-2 | - Modula-3 - Mohol - MOO - Mortran - Mouse - MPD - MSIL - deprecated name for CIL - MSL - MSX BASIC - MUMPS - MXML - Mythryl |

## N
| - Napier88 - NATURAL - NEAT chipset - Neko - Nemerle - NESL - Net.Data - NetLogo | - NewLISP - NEWP - Newspeak - NewtonScript - NGL - Nial - Nice - Nickle | - NPL - Nosica - Not eXactly C (NXC) - Not Quite C (NQC) - Nu - NSIS |

## O
| - o:XML - Oak - Oberon - Object Lisp - ObjectLOGO - Object REXX - Object Pascal - Objective-C - Objective Caml - Objective-J | - Obliq - Obol - occam - occam-π - Octave - OmniMark - Onyx - Opal - OpenEdge ABL - OPL | - OPS5 - OptimJ - Oracle - Orc - ORCA/Modula-2 - Orwell - Oxygene - Oz |

## P
| - PARI/GP - Pascal - ISO 7185 - Pawn - PCASTL - PCF - PEARL - PeopleCode - Perl - PDL - PHP - Phrogram - Pico - Pict - Pike - PIKT - PILOT - Pizza | - PL-11 - PL/0 - PL/B - PL/C - PL/I - ISO 6160 - PL/M - PL/P - PL/SQL - PL360 - PLANC - Plankalkül - PLEX - PLEXIL - Plus - POP-11 - Poplog | - PostScript - PortablE - Powerhouse - PowerBuilder - 4GL GUI appl. generator from Sybase - PPL - Processing - Prograph - PROIV - Prolog - Visual Prolog - Promela - PROTEL - ProvideX - Pure - Python |

## Q
| - Q (equational programming language) - Q (programming language from Kx Systems) - Qi | - QtScript - QBASIC | - QuakeC - QPL |

## R
| - R - R++ - Racket - RAPID - Rapira - Ratfiv - Ratfor - RBScript | - rc - REBOL - Redcode - REFAL - Reia - Revolution - rex - REXX | - Rlab - ROOP - RPG - RPL - RSL - RTL/2 - Ruby - Rust |

•RPG

## S
| - S - S2 - S3 - S-Lang - S-PLUS - SA-C - SabreTalk - SAIL - SALSA - SAM76 - SAS - SASL - Sather - Sawzall - SBL - Scala - Scheme - Scilab - Scratch - ScratchJr - Script.NET | - Sed - Seed7 - Self - SenseTalk - SETL - Shift Script - SiMPLE - SIMPOL - SIMSCRIPT - Simula - Simulink - SISAL - Slate - SLIP - SMALL - Small Basic - Smalltalk - SML - SNOBOL(SPITBOL) - Snowball - SOAP | - SOL - Span - SPARK - Spice - SPIN - SP/k - SPS - Squeak - Squirrel - SR - S/SL - Strand - STATA - Stateflow - Subtext - Suneido - SuperCollider - SuperTalk - SYMPL - SyncCharts - SystemVerilog |

## T
| - T - TACL - TACPOL - TADS - TAL - Tcl - Tea | - TECO - TELCOMP - TeX - TEX - TIE - thinBasic - Timber - Tom | - TOM - Topspeed - TPU - Trac - T-SQL - TTCN - Turing - TUTOR - TXL |

## U
| - Ubercode - Unicon - Uniface | - UNITY - Unix shell - UnrealScript |  |

## V
| - Vala - VBA - VBScript - Verilog - VHDL | - Visual Basic - Visual Basic.NET - Visual C++ - Visual C++.Net - Visual C#.Net - Visual DataFlex - Visual DialogScript | - Visual FoxPro - Visual J++ - Visual Objects - Vvvv |

## W
| - WATFIV, WATFOR | - WebQL | - Winbatch |

## X
| - XAML - XML - X++ - X10 - XBL - XC (exploits XMOS architecture) | - xHarbour - XL - XOTcl | - XPL - XPL0 - XQuery - XSLT - See XPath |

## Y
| - Y - Yabasic - Yorick | - YQL - Yoix |

## Z
| - Z - Z notation - Zeno | - Zonnon - ZOPL - Z++ - ZPL | - ZZT-oop |

## Liên kiết ngoài
List of programming languages
| Tìm hiểu thêm về Programming languages tại các dự án liên quan |                                   |
| Tìm kiếm Wiktionary                                            | Từ điển từ Wiktionary             |
| Tìm kiếm Commons                                               | Tập tin phương tiện từ Commons    |
| Tìm kiếm Wikinews                                              | Tin tức từ Wikinews               |
| Tìm kiếm Wikiquote                                             | Danh ngôn từ Wikiquote            |
| Tìm kiếm Wikisource                                            | Văn kiện từ Wikisource            |
| Tìm kiếm Wikibooks                                             | Tủ sách giáo khoa từ Wikibooks    |
| Tìm kiếm Wikiversity                                           | Tài nguyên học tập từ Wikiversity |